# 阿滕什维莱尔
阿滕什维莱尔（法語：Attenschwiller，法語發音：[atənʃvilɛʁ] ⓘ）是法国上莱茵省的一个市镇，位于该省东南部，属于米卢斯区。

## 地理
阿滕什维莱尔（47°34'0"N, 7°27'51"E）面积5.11 平方千米，位于法国大東部大區上莱茵省，该省份为法国东部内陆省份，是阿尔萨斯的一部分，今与下莱茵省组成了阿尔萨斯欧洲集体，其北临下莱茵省，西接孚日省，西南接贝尔福地区省，东侧沿莱茵河与德国相望，南与瑞士接壤。
与阿滕什维莱尔接壤的市镇（或旧市镇、城区）包括：朗斯帕克莱巴、米谢尔巴克莱奥、文茨维莱尔、比什维莱尔、米谢尔巴克莱巴、埃桑格。
阿滕什维莱尔的时区为UTC+01:00、UTC+02:00（夏令时）。

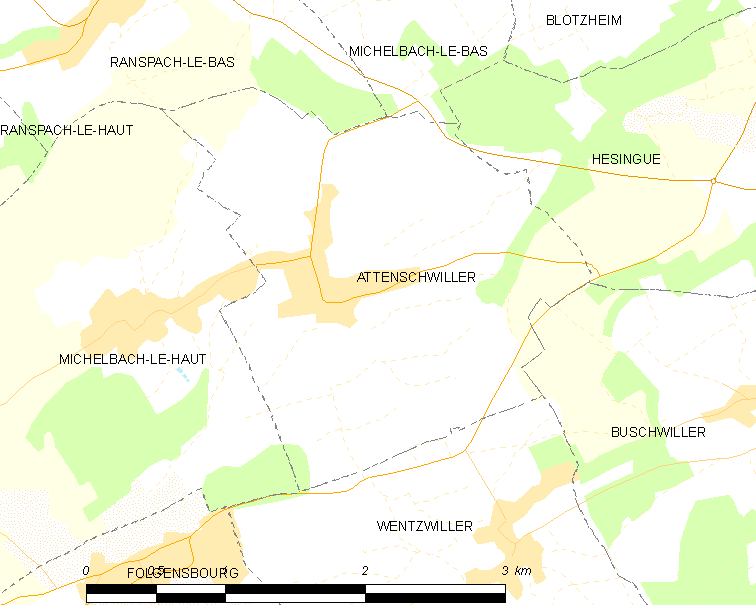
阿滕什维莱尔的OSM定位图

## 行政
阿滕什维莱尔的邮政编码为68220，INSEE市镇编码为68013。

## 政治
阿滕什维莱尔所属的省级选区为圣路易县。

## 人口

1962-2008年间阿滕什维莱尔人口变化图示

阿滕什维莱尔于2022年1月1日时的人口数量为978人。